# Cantonul Le Bourg-d'Oisans
Cantonul Le Bourg-d'Oisans este un canton din arondismentul Grenoble, departamentul Isère, regiunea Rhône-Alpes, Franța.

## Comune
- Allemond
- Auris
- Besse
- Le Bourg-d'Oisans (reședință)
- Clavans-en-Haut-Oisans
- Le Freney-d'Oisans
- La Garde
- Huez
- Livet-et-Gavet
- Mizoën
- Mont-de-Lans
- Ornon
- Oulles
- Oz
- Saint-Christophe-en-Oisans
- Vaujany
- Vénosc
- Villard-Notre-Dame
- Villard-Reculas
- Villard-Reymond